# Berberis fengshanensis
Berberis fengshanensis är en berberisväxtart som beskrevs av Harber. Berberis fengshanensis ingår i släktet berberisar, och familjen berberisväxter. Inga underarter finns listade i Catalogue of Life.